# Matthias Buchinger
Matthias Buchinger, ps. „Mały Człowiek z Norymbergi” (ur. 2 czerwca 1674 w Onolzbach, zm. ok. 1740 w Cork) – niemiecki rysownik, grawer, muzyk, konstruktor instrumentów muzycznych i iluzjonista.

## Życiorys
Buchinger urodził się w biednej rodzinie 2 czerwca 1674 roku w Onolzbach jako dziewiąte dziecko. Z powodu wad wrodzonych nie posiadał kości długich kończyn i stóp, a dłonie znajdowały się tuż przy tułowiu. Obecnie schorzenie to diagnozuje się jako fokomelię. 
W dzieciństwie był ukrywany w domu przez rodziców wstydzących się jego deformacji, później jednak próbowali znaleźć mu zajęcie, dzięki któremu mógłby zarobkować i nie być ciężarem dla rodziny. Spędzając w dzieciństwie życie w zamknięciu w domu rozwijał talenty artystyczne, nauczył się profesjonalnej gry na flecie, trąbce, oboju, cymbałach i dudach, budował także inne instrumenty, w tym niektóre własnego pomysłu.
Oprócz zdolności muzycznych ćwiczył się w kaligrafii, tworzył także kaligrafowane miniatury, które można było oglądać wyłącznie przez szkło powiększające. Jako najemny artysta rysował portrety, herby, drzewa genealogiczne i pejzaże. Jednym z najbardziej znanych dzieł Buchingera jest autoportret, na którym we włosach ukrył teksty siedmiu psalmów oraz modlitwę Ojcze nasz. Jako grawer wykorzystywał natomiast samodzielnie przystosowane do swoich potrzeb narzędzia.
Po osiągnięciu dorosłości przestał się ukrywać i zaczął występować publicznie, najpierw w Norymberdze, a następnie w innych miastach niemieckich. Był znany jako Mały Człowiek z Norymbergi, jako że miał jedynie 74 cm wzrostu. Jego publiczność stanowili wielokrotnie możni, włącznie z książętami i cesarzem. W 1701 roku Buchinger wyjechał w podróż do Szkocji i Anglii. Na Wyspy Brytyjskie wyjechał ze świtą Jerzego I, któremu miał nadzieję przedstawić instrument muzyczny własnego pomysłu i otrzymać pensję, która pozwoliłaby mu utrzymać się bez konieczności publicznych występów. Jednakże król zadowolił się wysłaniem jednorazowego prezentu. Na Wyspach dawał występy zarówno na ulicach, jak i w domach możnych. W latach 1720. występował w Irlandii. Równocześnie na zamówienie wykonywał grafiki i grawerunki.
Data śmierci nie jest pewna, przyjmuje się rok 1740, a jako miejsce śmierci wskazuje się Cork w Irlandii. W testamencie zapisał swoje ciało uczelni w Cork do badań medycznych.

### Życie prywatne
Żonaty czterokrotnie, miał jedenaścioro dzieci oraz prawdopodobnie przynajmniej troje kolejnych dzieci nieślubnych. Cieszył się dużym powodzeniem u kobiet, ludowe plotki przypisywały mu setkę kochanek i blisko siedemdziesiąt dzieci. Od jego nazwiska powstało określenie bucik Buchingera, które pod koniec lat 1780. było eufemizmem określającym pochwę.